# Deutsches Kollegium für Psychosomatische Medizin
Das Deutsche Kollegium für Psychosomatische Medizin (DKPM) ist die interdisziplinäre wissenschaftliche Fachgesellschaft für das gesamte Feld der Psychosomatischen Medizin und Psychotherapie. Das DKPM ist Mitglied der Arbeitsgemeinschaft der Wissenschaftlichen Medizinischen Fachgesellschaften (AWMF).

## Ziele
Das Deutsche Kollegium für Psychosomatische Medizin (DKPM) fördert die Integration psychosomatischer und psychotherapeutischer Prinzipien und Denkansätze in alle Bereiche der Prävention und Krankenversorgung. Ziel soll die stetige Weiterentwicklung der evidenzbasierten Versorgung von Patientinnen und Patienten mit somatischen Erkrankungen unter Berücksichtigung der psychosozialen Belastungen und Folgen sein.

## Aufgaben
Das DKPM sieht seine Aufgaben vorrangig in folgenden Bereichen:
- Ausrichtung wissenschaftlicher Tagungen und Fortbildungsveranstaltungen
- Einrichtung von Arbeitsgruppen und Kommissionen
- Herausgabe wissenschaftlicher Publikationen
- Abfassung wissenschaftlich begründeter Stellungnahmen zu Fragen der Gesundheits- und Wissenschaftspolitik sowie der Aus- und Weiterbildung in den Gesundheitsberufen, Förderung des wissenschaftlichen Nachwuchses
- Vergabe von Forschungspreisen
- Pflege des interdisziplinären und internationalen Austauschs von Wissenschaftlern verwandter Disziplinen (Ärztinnen und Ärzte, Psychologinnen und Psychologen, Soziologinnen und Soziologen und andere, an der psychosomatischen Forschung, Diagnostik, Therapie und Rehabilitation beteiligten Berufsgruppen) und ihrer Vereinigungen
- jährliche Veranstaltung des Deutschen Kongresses für Psychosomatische Medizin und Psychotherapie.[3]

## Veranstaltungen
Das Kollegium organisiert – häufig in Kooperation mit der Deutschen Gesellschaft für Psychosomatische Medizin und Ärztliche Psychotherapie (DGPM) – Fort- und Weiterbildungsbildungsmaßnahmen, wissenschaftliche Symposien und Jahrestagungen aus, auf der die Standards der Diagnostik und Therapie von Erkrankungen des Fachgebiets, innovative Therapieansätze und aktuelle Forschungsergebnisse vorgestellt und diskutiert werden.

## Veröffentlichungen
Die Gesellschaft veröffentlicht Stellungnahmen zu Vorgehensweisen, Maßnahmen und Standards in ihrem Fachgebiet. Dazu zählen auch medizinische Leitlinien.

## Publikationen
Das offizielle Presseorgan des DKPM ist die Fachzeitschrift Psychotherapie Psychosomatik medizinische Psychologie (PPmP). Hier erscheinen neben wissenschaftlichen Artikeln zu aktuellen Themen des Fachgebietes, auch regelmäßig Nachrichten und Informationen aus dem DKPM.

## Preise
Das Kollegium vergibt unter anderem folgende Forschungspreise (Stand 1. Oktober 2024):
- Römer-Preis für die beste Arbeit aus, welche die Integration psychosomatischer Fragestellungen in die Allgemeinmedizin oder in die klinischen Fächer der Medizin fördert
- Adolf-Ernst-Meyer-Preis für junge Wissenschaftlerinnen und Wissenschaftler aus, die in der Therapieforschung tätig sind
- Paul Christian-Forschungspreis für Psychosomatik in der Inneren Medizin

## Geschichte
Die DKPM entstand 1974 als interdisziplinäre Gesellschaft mit klinischen und wissenschaftlichen Aktivitäten im gesamten Bereich der Medizin für Ärzte (Allgemeinärzte, Internisten, Gynäkologen, Dermatologen u. a.), Psychologen und andere Berufsgruppen, die im Bereich der klinischen und wissenschaftlichen Medizin tätig waren. Das DKPM ist seit 1985 Mitglied der AWMF.